# 벤저민 바커 오델 주니어

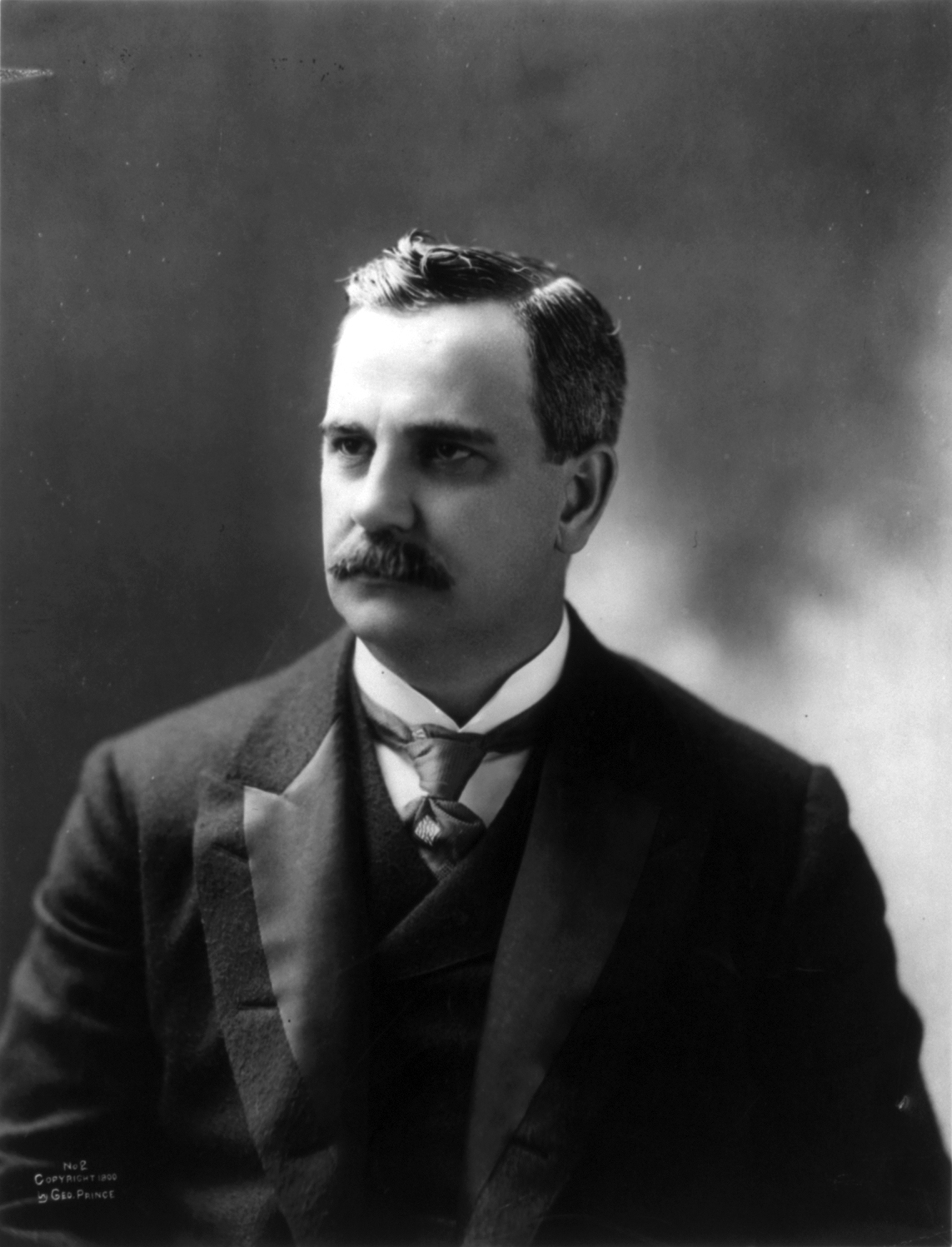
벤자민 바커 오델 주니어

벤자민 바커 오델 주니어(영어: Benjamin Barker Odell, Jr., 1854년 1월 14일~1926년 5월 9일)는 미국의 정치인이다. 그는 정치인 벤자민 바커 오델의 아들로 1895년부터 1899년까지 공화당 하원의원, 1901년부터 1904년까지 34대 뉴욕주지사를 지냈다.

## 역대 선거 결과
| 선거명      | 직책명                     | 대수 | 정당   | 득표율 | 득표수    | 결과 | 당락                 |
| ----------- | -------------------------- | ---- | ------ | ------ | --------- | ---- | -------------------- |
| 1894년 선거 | 하원의원 (뉴욕 제17선거구) | 54대 | 공화당 | 57.47% | 19,327표  | 1위  | 뉴욕주 하원의원 당선 |
| 1896년 선거 | 하원의원 (뉴욕 제17선거구) | 55대 | 공화당 | 58.53% | 22,622표  | 1위  | 뉴욕주 하원의원 당선 |
| 1900년 선거 | 뉴욕 주지사                | 34대 | 공화당 | 51.98% | 804,859표 | 1위  | 뉴욕 주지사 당선     |
| 1902년 선거 | 뉴욕 주지사                | 34대 | 공화당 | 48.09% | 665,150표 | 1위  | 뉴욕 주지사 당선     |